# Железово-2
Железово-2 — деревня в Печорском районе Псковской области России. Входит в состав сельского поселения «Лавровская волость».
Расположена у автодороги Псков — Изборск — Шумилкино (А212), в 1 км к западу от границы с Эстонией; в 9 км к северо-западу от волостного центра, деревни Лавры и в 20 км к юго-западу от райцентра, города Печоры.

## Население
Численность населения деревни по оценке на конец 2000 года составляла 14 жителей.
| 2001 | 2002 | 2010 |
| ---- | ---- | ---- |
| 14   | ↘9   | ↘4   |